# Huta (powiat piotrkowski)
Huta – wieś w Polsce położona w województwie łódzkim, w powiecie piotrkowskim, w gminie Łęki Szlacheckie.
W latach 1975–1998 miejscowość należała administracyjnie do województwa piotrkowskiego.
Nazwa pochodzi od huty szkła, która funkcjonowała na tym obszarze w XIX w. Zniszczona przez pożar.